# 10254 Hunsrück
10254 Hunsrück è un asteroide della fascia principale. Scoperto nel 1973, presenta un'orbita caratterizzata da un semiasse maggiore pari a 2,2636793 UA e da un'eccentricità di 0,0643494, inclinata di 3,51501° rispetto all'eclittica.
L'asteroide era stato inizialmente battezzato 10254 Hundsrück per poi essere corretto nella denominazione attuale.
L'asteroide è dedicato all'omonimo massiccio che si estende tra i Länder della Renania-Palatinato e della Saarland.